# VetroSwiss
Die VetroSwiss ist eine Marke des Schweizerischen Bundesamts für Umwelt (BAFU) unter der die vorgezogene Entsorgungsgebühr für Getränkeverpackungen aus Glas erhoben und an die Berechtigten ausgezahlt wird. Unter der Marke agiert seit dem 1. Januar 2015 ein Geschäftsbereich der ATAG Wirtschaftsorganisationen AG als die vom BAFU gemäß Art. 15 Verordnung über Getränkeverpackungen beauftragte private Organisation.
VetroSwiss ist eines der sieben Mitglieder des Schweizerischen Recyclingverbundes Swiss Recycle. Die VetroSwiss ist im Rahmen der Zollunion gleichermassen für Liechtenstein zuständig.
In der Schweiz und Liechtenstein sind – ähnlich wie in Österreich, aber im Unterschied etwa zu Deutschland – das Organisieren des Glasrecycling weitestgehend eine gemeinnützige, nicht gewinnorientierte Branche, die Entsorger und Recycler selbst (Unternehmen und Organisationen, die Altglas transportieren, reinigen, sortieren oder aufbereiten) finanzieren ihre Tätigkeiten grundsätzlich über kostendeckende, markt-orientierte Preise.
Die Verordnung über Getränkeverpackungen (VGV) und die Verordnung Vorgezogene Entsorgungsgebühr für Getränkeverpackungen aus Glas (VEG) zielen darauf ab, die anfallenden Kosten der Altglasentsorgung respektive der Wiederverwertung verursachergerecht zu verteilen. Externe Kosten sollen internalisiert werden. Folgenden Grundsätzen des Umweltschutzgesetzes soll Rechnung getragen werden:
- Die Erzeugung von Abfällen soll soweit möglich vermieden werden
- Abfälle müssen soweit möglich verwertet werden
- Abfälle müssen umweltverträglich und, soweit dies möglich und sinnvoll ist, im Inland entsorgt werden

Das Unternehmen soll im Auftrag des Bundes eine effiziente und transparente Umsetzung der VEG im Bereich Glas-Recycling sicherstellen.
Daher ist die VetroSwiss auch für Informationskampagnen zuständig.

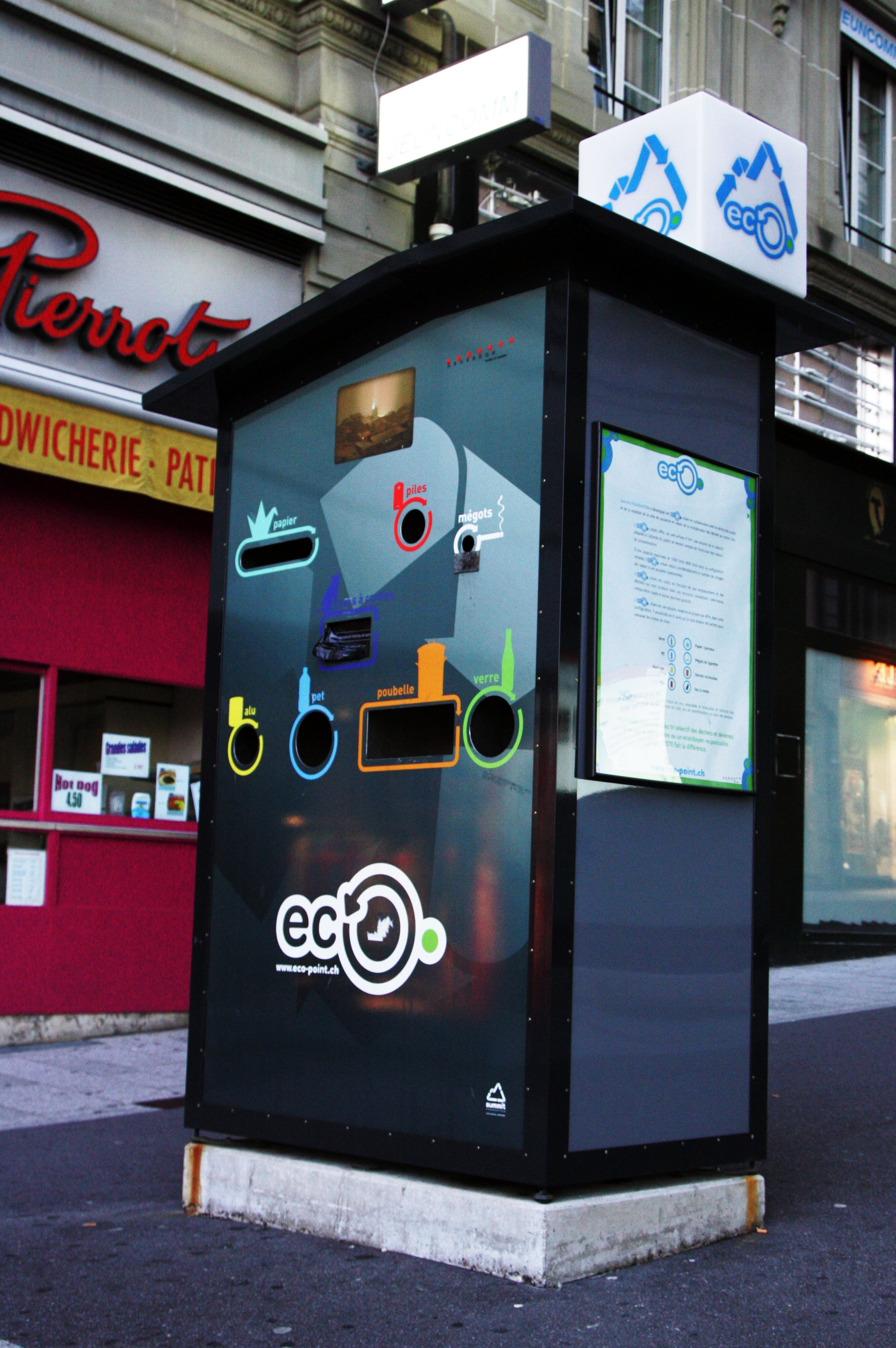
Sammel-Container in Lausanne, Glas Mitte rechts (grün)

Die Vorgezogene Entsorgungsgebühr für Getränkeverpackungen aus Glas beträgt seit 1. Januar 2002 (Art. 1 VEG) pro Verpackung:
a. mit einem Füllvolumen von 0,09 l bis und mit 0,33 l: 2 Rappen;
b. mit einem Füllvolumen von mehr als 0,33 l bis und mit 0,60 l: 4 Rappen;
c. mit einem Füllvolumen von mehr als 0,60 l: 6 Rappen.
  (das sind etwa 1,5 resp. 3 und knapp 5 Eurocent)
So werden in der Schweiz mit Liechtenstein jährlich um die 30 Mio. Franken VEG-Einnahmen erhoben, die die VetroSwiss dann auf die Entsorger umlegt. Die vorgezogene Entsorgungsgebühr wurde 2002 erstmals erhoben und wird seit 2003 als Entschädigung von der VetroSwiss an die Entsorger ausbezahlt.
In erster Linie erhalten die Gemeinden Abgeltungen nach Subventionsgesetz (SR 616.1), die ihrerseits Entsorgung und ihren Entschädigungsanspruch einer Organisation übertragen können (z. B. Zweckverband, Entsorgungsunternehmen). Daneben ist es auch möglich, dass die VetroSwiss Dritte, die die Altglasentsorgung entlasten – insbesondere andere Sammler – mit Finanzhilfen nach Subventionsgesetz unterstützt.
VetroSwiss fördert unter anderem auch bestimmte Gemeinden beim Ankauf von Altglas-Containern.
„VetroSwiss“ ist ein Kofferwort, das der Mehrsprachigkeit in der Schweiz Rechnung tragen soll.